# Éric-Emmanuel Schmitt

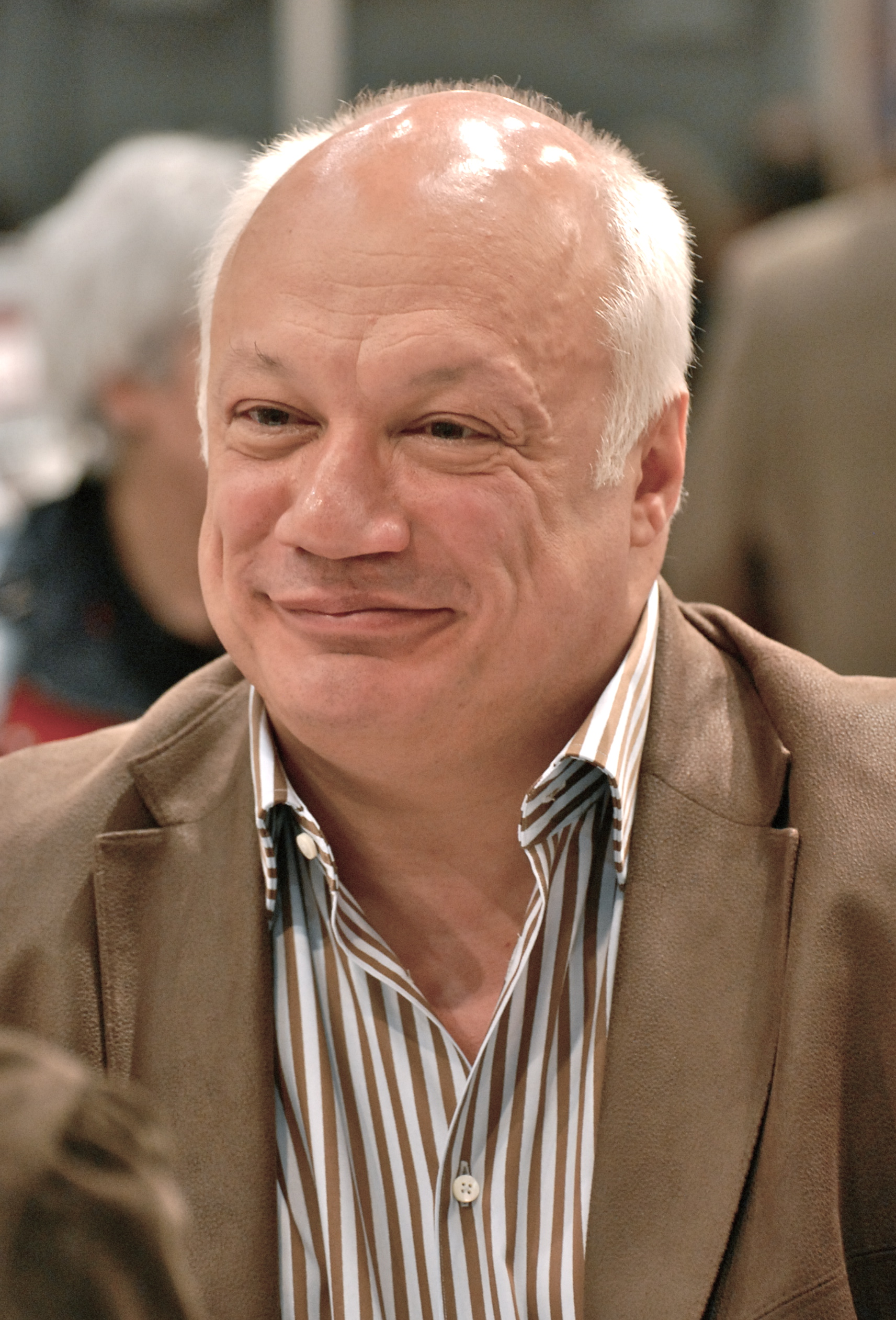
Éric-Emmanuel Schmitt

Éric-Emmanuel Schmitt is een Frans-Belgisch schrijver die geboren werd op 28 maart 1960 in Lyon. Hij woont sinds 2002 in Brussel en verwierf in 2008 de Belgische nationaliteit. 
Hij studeerde filosofie aan de Sorbonne in Parijs. In 1987 behaalde hij zijn doctoraat met een scriptie over Diderot. Hij heeft meerdere toneelstukken geschreven. Zijn tweede toneelstuk, De bezoeker (Le visiteur), werd bekroond met drie Molière-prijzen.
In 2016 werd hij benoemd als Commandeur in de Kroonorde.

## Vertaalde werken

### Romans
- Het evangelie volgens Pilatus (2000)
- Monsieur Ibrahim et les fleurs du Coran (2001)
- Odysseus uit Bagdad (2009)
- De vrouw in de spiegel (2011)
- Le poison d'amour (2014)
- Journal d'un amour perdu (2019)

### Toneelstukken
- De bezoeker
- Enigma-Variaties
- Oscar en oma Rozerood
- golden joe
- George et George
- Als we opnieuw beginnen

### Verhalen
- De cyclus van het Onzichtbare
  - Milarepa (1997)
  - Meneer Ibrahim en de bloemen van de koran (2001)
  - Oscar en oma Rozerood (2002)
  - Het kind van Noach (2003)
  - De sumoworstelaar die niet dik kon worden (2009)
  - De tien kinderen die mevrouw Ming nooit heeft gehad (2012)
- Odette Toulemonde en andere verhalen (2006)

### Autobiografie
- Mijn leven met Mozart (2005), met een cd die de muziek (van Wolfgang Amadeus Mozart) bevat die besproken wordt in het boek.